# Багиров, Эльчин Талят оглы
Эльчин Талят оглы Багиров (азерб. Elçin Tələt oğlu Bağırov; род. 8 апреля 1959, Кировабад) — азербайджанский дипломат. Посол Азербайджана в ОАЭ.

## Биография
Родился 8 апреля 1959 года в Гяндже. В 1981 году окончил МГИМО.
С 18 июня 1984 по 2 марта 1992 года являлся вторым, первым секретарём МИД.
С 4 мая 1992 по 25 марта 2004 года являлся заместителем начальника, начальником государственного протокольного управления МИД Азербайджана.
С 25 марта 2004 по 17 октября 2022 года являлся начальником Протокольной службы президента Азербайджана.
Государственный советник 1 класса.
12 января 2002 года присвоен ранг чрезвычайного и полномочного посла.
Посол Азербайджана в ОАЭ (с 17 октября 2022).
Владеет русским, английским, персидским языками.

## Награды
- Орден «Слава» (8 апреля 2019, за плодотворную деятельность на государственной службе в Азербайджана)[4].
- Каваоер ордена Заслуг перед Республикой Польша (25 июня 2009, Польша)[5].